# أزمة سريلانكا الدستورية 2018
بدأت أزمة سريلانكا الدستورية بعد تعيين رئيس جمهورية سيريلانكا، مايتريبالا سيريسينا للرئيس السابق وعضو البرلمان السريلنكي، ماهيندا راجاباكسا، رئيسًا للوزراء، في 26 أكتوبر من عام 2018، وذلك قبل إقالة الرئيس رانيل ويكريمسينغه من نفس المنصب. تشارك بذلك شخصان اثنان منصب رئيس ورزاء البلاد في نفس الوقت. اعتبر رئيس الوزراء، ويكريمسينغه، التعيين الجديد غير قانوني ورفض الاستقالة.
أثار قرار سيريسينا المفاجئ «اضطرابات سياسية في البلاد»، واجتذب انتقادات دولية. رفض ويكريمسينغه، عضو الحزب الوطني المتحد الذي كان يسيطر على البرلمان السريلانكي حينها، مع أحزاب المعارضة، الاعتراف بإقالته وتعيين راجاباكسا، مؤكدين على أنّ خطوة الرئيس سيريسينا غير دستورية.
ادعى ويكريمسينغه أنه لا يزال يقود البرلمان، وطلب من رئيسه، كارو جاياسوريا عقد اجتماع فوري لأعضاء البرلمان. تجاهل جاياسوريا جميع دعوات ويكريمسينغه، وأُرجئ اجتماع البرلمان المقرر في 27 أكتوبر إلى 16 نوفمبر من نفس العام. بعد محاولة تشكيل حكومة جديدة برئاسة راجاباكسا، حاول سيريسينا حل البرلمان في 9 نوفمبر. وصف الحزب الوطني المتحد هذه المحاولات بأنها غير دستورية، وجمدت المحكمة العليا محاولة حل البرلمان حتى شهر ديسمبر من العام ذاته. قضت المحكمة بعدها بعدم دستورية وعدم قانونية هذه المحاولة. تراجع راجاباكسا عن المطالبة بالمنصب، وعاد بذلك ويكريسمينغه إلى منصب رئيس الوزراء السريلانكي منهيًا الأزمة بعد 7 أسابيع من الاضطرابات السياسية والاقتصادية في البلاد.
تعود جذور الأزمة إلى المراحل الأخيرة من رئاسة راجاباكسا التي بدأت تتسم بالسلطوية بعد إعادة انتخابه للمرة الثانية، عقب انتهاء الحرب الأهلية السيريلانكية. خلال الفترة التي قضاها في منصبه، وسع الرئيس راجاباكسا من نفوذ منصب الرئيس، وجعل السلطة المركزية تحت سيطرته، وعمل على تحسين العلاقات مع الصين. اتُهم راجاباكسا مع عائلته بالفساد، ويخضعون حاليًا للتحقيق بهذه التهمة. اتهم الرئيس السابق أيضًا بارتكاب جرائم حرب وانتهاكات لحقوق الإنسان. نشبت الأزمة بسبب مزاعم كاذبة حول حيك مؤامرة لاغتيال الرئيس سيريسينا، واستمرت لمدة 7 أسابيع، لكنها تركت أثرًا دائمًا على الوضع الاقتصادي والسياسي في البلاد. بسبب هشاشة الاقتصاد السيريلانكي، كلفت الأزمة خزينة احتياطات الدولة أكثر من مليار دولار، فانحفض احتياط النقد الأجنبي في سيريلانكا من 7.991 مليار دولار إلى 6.985 مليار دولار. وانخفضت قيمة الروبيه السيريلانكية بنسبة 3.8% خلال الأزمة، بينما خرج من البلاد ما قيمته 312 مليون دولار على شكل سندات خزانة، و29.8 مليونًا على شكل أذون خزانة. كما تراجعت مكانة سيريلانكيا الدولية، وجمدت كل من حكومتي الولايات المتحدة الأمريكية واليابان أكثر من مليار دولار من مساعدات التنمية إلى سريلانكا. شهد شهر نوفمبر تراجعًا في النشاط الصناعي في البلاد بسبب الأزمة الدستورية، وانخفض الإنتاج بنسبة 3.7% بين شهري أكتوبر ونوفمبر، في أكبر نسبة تراجع في الإنتاج الصناعي في البلاد منذ عام 2016.

## خلفية

### رئاسة راجاباكسا
اتسم نظام حكم الرئيس ماهيندا راجاباكسا، من عام 2005 وحتى 2015، بالاستبداد المتزايد، وتميزت هذه الفترة بتراجع حقوق الإنسان في البلاد والوساطات وتراجع دور المؤسسات الحكومية والتقدم البطيء في مجال المصالحة الوطنية في أعقاب الحرب الأهلية السريلانكية وتوطيد العلاقات مع الصين. قبل أن يشغل منصب الرئيس، شغل راجاباكسا أيضًا منصب رئيس وزراء البلاد. تمكن راجاباكسا، في عام 2009، من إنهاء الحرب الأهلية السريلانكية التي استمرت 27 عامًا، إلا أنه اتهم بارتكاب جرائم حرب ضد الإنسانية وانتهاكات لحقوق الإنسان. في ذروة سلطته، سيطر راجاباكسا مع عائلته على قرابة 80% من الميزانية الوطنية لسريلانكا، إذ كان يشغل منصب رئيس الوزراء ووزير المالية وأربعة مناصب وزارية أخرى، بينما استلم أشقاؤه الثلاث مناصب وزير الدفاع ووزير الاقتصاد ورئيس مجلس النواب، واختفى خلال فترة حكمه العديد ممن وجهوا الانتقاد له، من بينهم صحافيون. وفقًا لوكالة أنباء رويترز، اقترض راجاباكسا، في أعقاب الحرب الأهلية السريلانكية، «مليارات الدولارات» من الصين لبناء مشاريع البنى التحتية في بلاده، مع أن هذه المشاريع لم تكن ذات قيمة اقتصادية كبيرة لسريلانكا وكان من السائد الاعتقاد بأن الهدف من وراء إقامتها هو التفاخر فقط، ووصفت بأنها مشاريع «فيل أبيض».

### الانتخابات الرئاسية لعام 2015
ردًا على تراجع الحالة الديموقراطية في البلاد، وقع الحزب الوطني المتحد، مع العديد من الأحزاب السياسية والمنظمات المدنية الأخرى، مذكرة تفاهم، قرروا من خلالها تعيين الأمين العام لحزب الحرية السريلانكي، مايتريبالا سيريسينا، مرشحًا مشتركًا للانتخابات الرئاسية لعام 2015، وتعهد سيريسينا، وزير الصحة السابق في عهد راجاباكسا، بتعيين زعيم الحزب الوطني المتحد، رانيل ويكرمسينغه، رئيسًا للوزراء في حال فوزه بالانتخابات.
ربح سيريسينا الانتخابات في شهر يناير من عام 2015، وأصبح الرئيس السابع لسريلانكا، ووفى بوعده المتعلق بتعيين رائيل ويكرمسينغيه رئيسًا لوزرائه. أعقبت الانتخابات الرئاسية انتخابات برلمانية عامة، عقدت في 17 أغسطس من عام 2015، وحصل الائتلاف الجديد بقيادة الحزب الوطني المتحد على 106 مقاعد في البرلمان، وشكل حكومة وطنية اشتملت على أعضاء من عدة أحزاب سياسية أخرى. حمل وصول ويركرمسينعيه والحزب الوطني المتحد إلى السلطة أملًا بمساءلة مرتكبي الجرائم المزعومة خلال الحرب الأهلية السريلانكية وخلال فترة حكم راجاباكسا. بعد هزيمته في انتخابات عام 2015، ظل ماهيندا راجاباكسا محتفظًا بقبضته على جناح البحث والتحليل التابع لجهاز المخابرات الهندية الخارجية. رحبت حكومة الهند بهزيمة راجاباكسا، بحجة توتر العلاقات بين الهند وسريلانكا وتوجه سريلانكا للتقرب مع الصين في عهد الرئيس السابق. شُكلت حكومة وحدة وطنية أقرت التعديل التاسع عشر لدستور سريلانكا في 28 أبريل من عام 2015، والذي ينص على وجوب استمرار رئيس الوزراء بأداء مهامه في منصبه مادام وزراءه في مناصبهم، ومالم يستقل من البرلمان.

### تحالف مضطرب
كانت حكومة سيريسينا-ويكرمسينغيه تكافح من أجل سداد الديون التي تكدست على البلاد خلال فترة رئاسة راجاباكسا. اضطرت الحكومة الجديدة، في عام 2017، لتسليم ميناء ماجابورا ماهندا راجاباكشا الواقع في مقاطعة هامبانتوتا السريلانكية للحكومة الصينية في عقد آجار مدته 99 عامًا، كشكل من أشكال رد الدين. سجلت سريلانكا في عهد الحكومة الجديدة نموًا اقتصاديًا بنسبة 3.1% فقط، في أدنى نسبة نمو للبلاد منذ عام 2017. بحلول عام 2018، وبعد فوز منظمة ماهيندا راجاباكسا الساحق في انتخابات السلطة المحلية لعام 2018، بدأت الخلافات بين أعضاء الحكومة الوطنية بالظهور إلى العلن، وخصوصًا الخلاف بين رئيس البلاد ورئيس وزرائها. زعم سيريسينا أن ويكرمسينغيه تسبب بخسارة الاقتصاد السريلانكي لأكثر من 11 مليار روبية سريلانكية (ما يعادل 65 مليون دولار، 50 مليون جنيه استرليني) من خلال صفقة مثيرة للجدل لبيع سندات البنك المركزي، كما زعم سيريسينا أن أحد وزراء الحكومة تورط في مؤامرة لقتله وأن شرطة البلاد حالت دون فتح تحقيق في الموضوع.
في عام 2017، أظهر استطلاع للرأي، أجراه مركز السياسات البديلة، أن 56% من المشاركين غير راضين عن أداء الحكومة الائتلافية، خصوصًا ما نسبته 63% من المشاركين المنتمين لمجموعة السنهاليين العرقية الهند أوروبية والتي تشكل غالبية الشعب السريلانكي.